# Hochtief

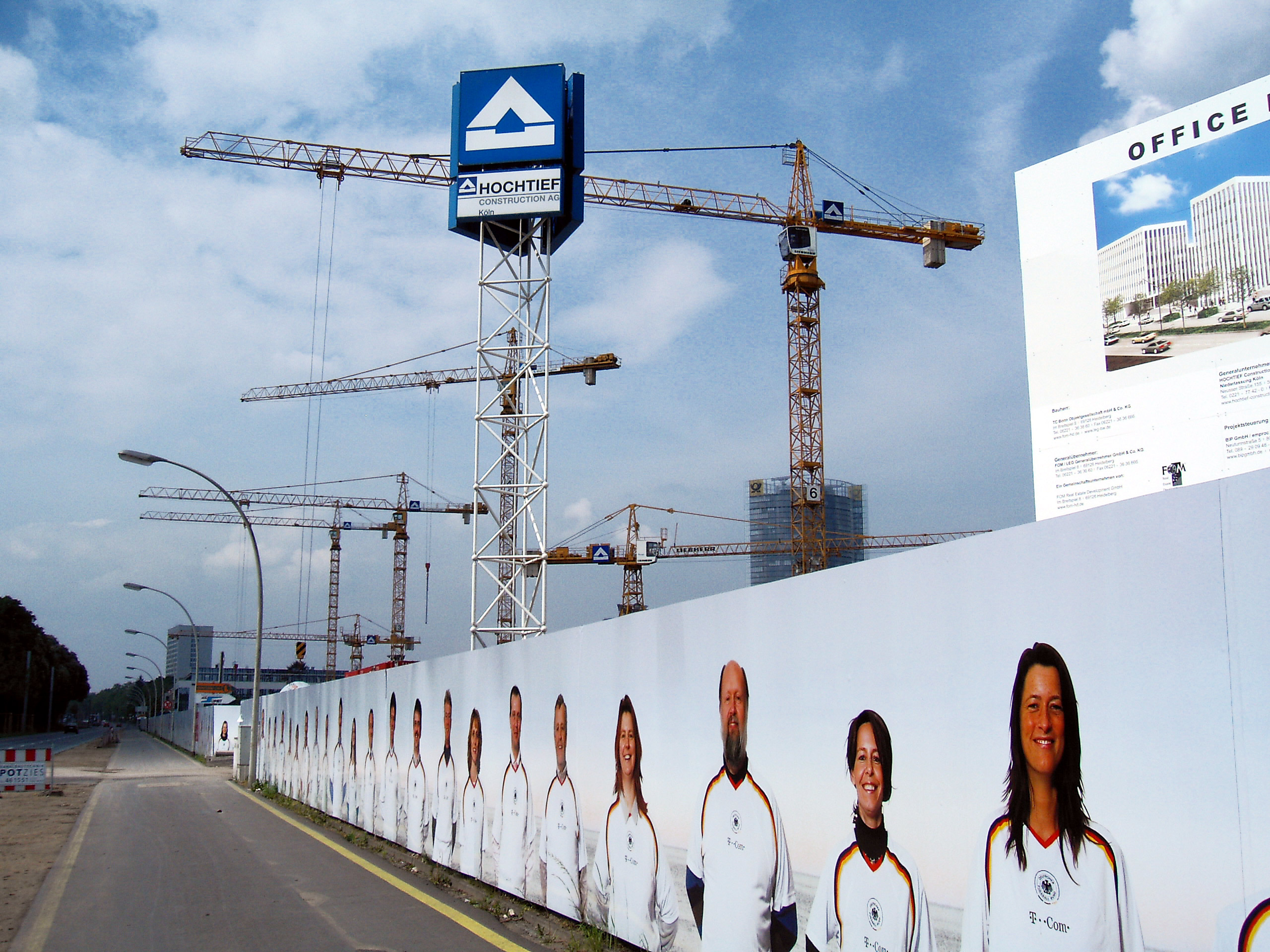
Deutsche Telekoms nya byggnad i Bonn byggs av Hochtief.

Hochtief är en tysk internationellt verkande byggkoncern med huvudkontor i Essen.
Under andra Världskriget byggde företaget den s.k Hitlerbunkern i Berlin. Efter kriget misslyckades man med att riva den på grund av den kraftiga konstruktionen av betong och armering, så man fyllde igen den med sand och täckte över den.
1. ↑  hämtat från: tyskspråkiga Wikipedia, läst: 20 maj 2021.[källa från Wikidata]
2. ↑  läs online, www.hochtief.de .[källa från Wikidata]
3. ↑  läs online, www.boerse-frankfurt.de , läst: 23 maj 2024.[källa från Wikidata]
4. ↑  hämtat från: tyskspråkiga Wikipedia härlett från: Kategori:Bildanden 1873, läst: 20 maj 2021.[källa från Wikidata]
5. ↑  läs online, www.boerse-frankfurt.de , läst: 23 maj 2024.[källa från Wikidata]